# Mallophora calida
Mallophora calida är en tvåvingeart som först beskrevs av Fabricius 1787.  Mallophora calida ingår i släktet Mallophora och familjen rovflugor. Inga underarter finns listade i Catalogue of Life.